# Gulistan ou le Hulla de Samarcande
Gulistan ou le Hulla de Samarcande (Gulistan eller Hullan från Samarkand) är en fransk opera (opéra comique) i tre akter med musik av Nicolas Dalayrac och libretto av Charles-Guillaume Étienne och Ange-Étienne-Xavier Poisson de La Chabeaussière.

## Historia
Verket tillhör den nya generationen av "orientaliska" operor som framfördes i Paris i början av 1800-talet. Andra operor i genren var François Adrien Boieldieus Zoroaïme et Zulnar och Le Calife de Bagdad. Tyngdpunkten i Dalayracs Gulistan låg mer på exotisk dekor och ceremoniella scenerier än på humor, trots att en kamel erfordrades för processionen i akt III. I orkestern ingår triangel, cymbaler och piccolaflöjt, vilka alla föregår den "orientaliska" musiken i Carl Maria von Webers opera Oberon.
Gulistan är en musiker, en före detta kunglig favorit som fallit i onåd. Han är fattig men lycklig, förutom sorgen över hans försvunna kärlek Dilara. Den rike köpmannen Taher önskar skiljas från sin hustru. Lagen säger att innan detta kan ske måste hon gifta sig med en hulla (en tillfällig make) för en natt. Gulistan väljs ut, installeras i Tahers slott under stor pompa och ståt, och "gifter sig" med Tahers hustru. Men det visar sig att hustrun är den försvunna Dilara.